# 汕潮电车铁路

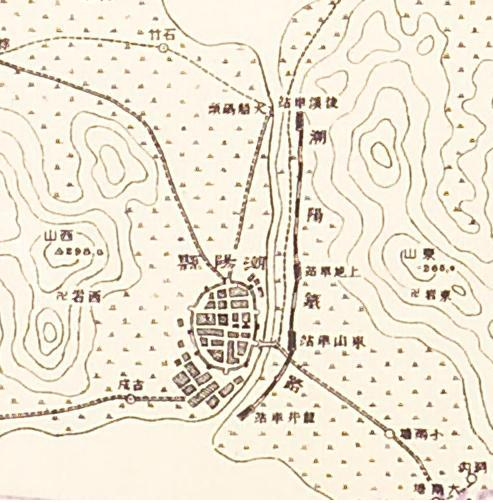
汕潮电车铁路线图

汕潮电车铁路，曾位于广东省潮阳县（今汕头市潮阳区）境内的一条铁路。建于民国13年（1924年），由潮阳首任民选县长、民营企业家陈坚夫与其弟陈毅夫合资筑建，由潮阳县人、曾留学日本的工程师陈心余设计施工。民国16年（1927）12月，耗资一百万元的第一期工程后溪至龙井段竣工通车，全长5.8公里，路基宽6米，铁轨宽1.2米，拥有汕头谦德洋行进口德国机车1台，客车12厢（可载600人）、货车6厢。原计划共有三期工程计划从汕头对岸的蜈田乡，经潮阳后溪、前溪、金浦、和平、铜盂到贵屿，全线58公里。

## 运行情况
后溪原为汕潮电船码头（陈氏兄弟为其创办人之一）所在地，故称为汕潮电车铁路。在行车时间上电船配合，开始每日平均有300余元，收支基本平衡。民国18年（1929年）广汕公路潮阳段通车，旅客多选择改乘坐汽车，铁路营业大受打击，连年亏损。至民国21年（1932年）公司停业改为手推轻便车，由原公司员工自行维持。民国27年（1938年），日军南侵逼近汕头，国民政府下令拆除。